# Fabián Flaqué
Fabián Flaqué (San Juan, 13 de enero de 1970) es un piloto argentino de automovilismo de velocidad. Compitió en diferentes categorías del automovilismo argentino, destacándose en el TC 2000 y en Top Race.
En el año 2000, se consagró campeón de la Copa TC 2000 para pilotos privados, compitiendo a bordo de un Ford Escort. Continuó su carrera en el TC 2000, siempre bajo el ala de equipos particulares hasta el año 2009.
En 2007, Flaqué debutaría en la categoría que más tiempo lo tuviera como protagonista: El Top Race Durante su participación en ella, compitió en la divisional TRV6 representando a su Provincia, llevando el eslogan San Juan Tierra Minera, con el que también partocina al equipo para el que corre.
En el año 2012, decidió competir en el Top Race Series, alistándose en el equipo RV Competición, corriendo a bordo de un Ford Mondeo III. Su número representativo fue el 17. En dicho año consiguió alzarse con cuatro triunfos, peleando el campeonato palmo a palmo.
Finalmente y tras tres años de participación, en el año 2015 se terminaría proclamando campeón de la divisional Top Race Series, compitiendo al comando del prototipo número 17 identificado bajo la marca Mercedes-Benz y atendido por el SDE Competición. Al mismo tiempo, en este año y pesar de haber tenido que definir el título en la última fecha, se consolidaría como el máximo ganador histórico de la divisional, al alzarse con nueve conquistas en la temporada, totalizando un récord histórico de quince triunfos.

## Biografía
Nacido en la localidad de San Juan, Flaqué inició su carrera en la década del '80 compitiendo en Karting y logrando un título en 1986. Tras dos años de pausa, Flaqué consiguió debutar en 1991 en la Fórmula Renault Cuyana, consiguiendo un meritorio subcampeonato. Su carrera continuó entre los años 1992 y 1997 compitiendo en la Fórmula Renault Argentina, donde alternó entre altas y bajas debido a problemas presupuestarios. entre otros equipos, llegó a contar con la asistencia del piloto de TC Omar Martínez en su equipo.
En el año 1998, Flaqué consiguió debutar en el TC 2000, siendo su primera incursión en el automovilismo nacional. Su debut tuvo lugar en la Provincia de Córdoba el 15 de marzo de 1998 a bordo de un Ford Escort Ghía del equipo de Ernesto Bessone II, campeón de la categoría en 1996. Su vínculo con el equipo de Bessone duraría hasta el año 2000, cuando con el emparejamiento de los reglamentos de los equipos oficiales con los equipos particulares, inició la temporada a bordo de un Chrysler Neon, para luego alinearse en el equipo de Luis Belloso, quien le confiaría una unidad Ford Escort Zetec. Con esta unidad, Flaqué conseguiría su primer título nacional al adjudicarse la Copa TC 2000 de pilotos privados y cerrando el año en la duodécima posición del campeonato general. En el año 2001, continuaría corriendo en el TC 2000, donde alcanzaría a presentarse en cuatro ocasiones con el Escort, y reemplazando por una fecha al comando de un Honda Civic a Guillermo Ortelli, quien competía en ese mismo fin de semana por el campeonato de Turismo Carretera.
Su carrera seguiría mostrando altos y bajos en los años siguientes. En 2004 se produjo su debut en el Turismo Nacional, corriendo a bordo de un Ford Escort XR3 de la Clase 3. En 2005 volvió de manera consistente al TC 2000, compitiendo a bordo de un Ford Focus I del equipo RV Competición, cerrando el torneo en la 19.º posición. en el año 2006 nuevamente participa en TC 2000 cerrando su mejor temporada al finalizar octavo con el Focus del RV. Asimismo, desarrolló algunas competencias en el TN sin resultados relevantes.
En el año 2007, por primera vez Flaqué alternó su carrera corriendo en TC 2000 con el Focus del RV y debutando en el Top Race V6 a bordo de una unidad Ford Mondeo II del mismo equipo, siéndole confiada esta unidad en el ingreso del equipo a dicha categoría. Tras una temporada bastante irregular, Flaqué pretendió en 2008 apuntar su rumbo al TRV6, pero nuevamente recibió una oferta para otra categoría. En ese año, tendría su primera incursión en la categoría Turismo Carretera, donde competiría a bordo de un Dodge Cherokee del equipo PyP Racing. Sin embargo, de esta categoría solo alcanzaría a hacer seis competencias, cosechando sus primeros puntos. A la par de ello, en el TRV6 competiría a bordo de una unidad Peugeot 407 del RV.
En el año 2009 nuevamente presentaría esporádicas apariciones, participando en el TRV6 y volviendo al TC 2000. En la primera, correría un par de carreras a bordo de un Peugeot 407 hasta la llegada de Ivo Perabo al RV. Aun así, competiría en la denominada "Carrera de la Historia" como invitado de su reemplazante. Mientras que en el TC 2000 disputaría un par de carreras a bordo de un Chevrolet Astra de la escudería DTA. El año 2010 nuevamente sería un año de pocas apariciones, retornando al TN a bordo de un Ford Focus I, y alcanzando solo 7 carreras.
En 2011, Flaqué regresó al TRV6, recibiendo el apoyo del Gobierno de la Provincia de San Juan, y participando a bordo de un Mercedes-Benz Clase C del equipo de Sergio Guarnaccia. Su automóvil, junto al del también sanjuanino Henry Martin, recibirían el apoyo del Gobierno Provincial, creándose la escudería interna San Juan Tierra Minera, la cual era una denominación publicitaria para ambos pilotos, aunque Flaqué corría para el equipo de Guarnaccia, mientras que Martin lo hacía en el Tauro Guidi Team. En esta temporada, Flaqué alcanzaría la 18.º posición en el campeonato. Durante sus participaciones en el TRV6, Flaqué siempre identificó sus unidades con el número 20.
En 2012, con la creación de la Nueva TRV6 y la recategorización del primer parque automotor de dicha divisional como Top Race Series V6, Flaqué decidió permanecer en esa divisional, retornando a la escudería RV Competición y manteniendo el apoyo del Gobierno Sanjuanino. En esta temporada, Flaqué subiría a un Ford Mondeo III, identificado con el número 17 y alcanzaría a ganar en cuatro competencias, posicionándose como candidato al título de la TR Series V6. Finalmente, sobre el final del campeonato terminaría perdiendo el título en manos de su compañero de equipo Humberto Krujoski, debiendo conformarse además con el tercer puesto, por detrás del eventual subcampeón Lucas Benamo.

## Trayectoria
| Año  | Categoría                                     | Automóvil                |
| ---- | --------------------------------------------- | ------------------------ |
| 1992 | Debut en Fórmula Renault Argentina            | Crespi-Renault           |
| 1993 | Fórmula Renault Argentina                     | Crespi-Renault           |
| 1994 | Fórmula Renault Argentina                     | Crespi-Renault           |
| 1995 | Fórmula Renault Argentina                     | Crespi-Renault           |
| 1996 | Fórmula Renault Argentina                     | Crespi-Renault           |
| 1997 | Fórmula Renault Argentina                     | Crespi-Renault           |
| 1998 | Debut en TC 2000                              | Ford Escort Ghia         |
| 1999 | TC 2000                                       | Ford Escort Ghia         |
| 2000 | TC 2000, Campeón de pilotos privados          | Chrysler Neon            |
| 2000 | TC 2000, Campeón de pilotos privados          | Ford Escort Zetec        |
| 2001 | TC 2000                                       | Ford Escort Zetec        |
| 2001 | TC 2000                                       | Honda Civic VI           |
| 2002 | TC 2000, 1 carrera                            | Ford Escort Zetec        |
| 2004 | Debut en TN Clase 3, 7 carreras               | Ford Escort XR3          |
| 2004 | TC 2000, 1 carrera                            | Ford Focus I             |
| 2005 | Clase 3 del Turismo Nacional, 1 carrera       | Ford Escort XR3          |
| 2005 | TC 2000                                       | Ford Focus I             |
| 2006 | Clase 3 del Turismo Nacional, 2 carreras      | Ford Escort XR3          |
| 2006 | TC 2000                                       | Ford Focus I             |
| 2007 | Debut en Top Race V6                          | Ford Mondeo II           |
| 2007 | TC 2000, 5 carreras                           | Ford Focus I             |
| 2008 | Debut en Turismo Carretera, 6 carreras        | Dodge Cherokee           |
| 2008 | TRV6, 2 carreras                              | Peugeot 407              |
| 2009 | Top Race V6, 3 carreras                       | Peugeot 407              |
| 2009 | Invitado a la Carrera de la Historia del TRV6 | Mercedes-Benz C-203      |
| 2009 | TC 2000, 3 carreras                           | Chevrolet Astra          |
| 2010 | Clase 3 del Turismo Nacional, 7 carreras      | Ford Focus I, 5p.        |
| 2010 | Clase 3 del Turismo Nacional, 7 carreras      | Ford Focus I, 4p.        |
| 2010 | Clase 3 del Turismo Nacional, 7 carreras      | Chevrolet Astra          |
| 2011 | Top Race V6                                   | Mercedes-Benz C-203      |
| 2012 | Debut en Top Race Series                      | Ford Mondeo III          |
| 2013 | Top Race Series, 8 carreras                   | Ford Mondeo III          |
| 2014 | Top Race Series                               | Mercedes-Benz CLA-Series |
| 2014 | Top Race NOA, 1 carrera                       | Ford Mondeo II           |
| 2014 | Turismo Pista Clase 3, 2 carreras             | Volkswagen Gol           |
| 2015 | Campeón de Top Race Series                    | Mercedes-Benz CLA-Series |
| 2016 | Top Race V6                                   | Mercedes-Benz C-204      |
| 2017 | Top Race V6                                   | Fiat Linea TRV6          |

### Trayectoria en Top Race
| Temporada | Categoría       | Equipo                   | Automóvil                | Posición            |
| --------- | --------------- | ------------------------ | ------------------------ | ------------------- |
| 2007      | Top Race V6     | RV Competición           | Ford Mondeo II           | 28.º (16 puntos)    |
| 2008      | Top Race V6     | RV Competición           | Peugeot 407              | 54.º (1 punto)      |
| 2009      | Top Race V6     | RV Competición           | Peugeot 407              | 38.º (0 puntos)     |
| 2011      | Top Race V6     | Guarnaccia Competición   | Mercedes-Benz C-203      | 18.º (27 puntos)    |
| 2012      | Top Race Series | RV Competición           | Ford Mondeo III          | 3.º (201.00 puntos) |
| 2013      | Top Race Series | RV Competición           | Ford Mondeo III          | 6.º (120.00 puntos) |
| 2013      | Top Race Series | SDE Competición          | Ford Mondeo III          | 6.º (120.00 puntos) |
| 2014      | Top Race Series | SDE Competición          | Mercedes-Benz CLA Series | 5.º (46.00 puntos)  |
| 2015      | Top Race Series | SDE Competición          | Mercedes-Benz CLA Series | 1.º (415.00 puntos) |
| 2016      | Top Race V6     | SDE Competición          | Mercedes-Benz C-204      | 20.º (16.00 puntos) |
| 2017      | Top Race V6     | Fiat Octanos Competición | Fiat Linea TRV6          | 20.º (10.00 puntos) |

- [5]

## Resultados

### Turismo Competición 2000
| Año  | Equipo                 | Auto               | 1    | 2    | 3     | 4     | 5     | 6    | 7     | 8     | 9      | 10     | 11     | 12    | 13    | 14     | 15  | 16  | 17    | 18    | 19     | 20     | 21     | 22     | 23    | 24    | 25    | 26    | 27     | 28     | Res. | Puntos |
| ---- | ---------------------- | ------------------ | ---- | ---- | ----- | ----- | ----- | ---- | ----- | ----- | ------ | ------ | ------ | ----- | ----- | ------ | --- | --- | ----- | ----- | ------ | ------ | ------ | ------ | ----- | ----- | ----- | ----- | ------ | ------ | ---- | ------ |
| 1998 |                        |                    | AG I | AG I | MDP I | MDP I | RC I  | RC I | SJU I | SJU I | OLA    | OLA    | GR     | GR    | PAR I | PAR I  | BA  | BA  | BB    | BB    | SJU II | SJU II | MDP II | MDP II | RC II | RC II | AG II | AG II | PAR II | PAR II | 20.º | 15     |
| 1998 | Bessone Competición    | Ford Escort IV     | 11   | 16   | 8     | Ret   | 16    | 11   | Ret   | 16†   | 6      | 6      | 8      | 15    | 9     | 8      | 11  | 18† | 13    | 14    | 19†    | NL     | 11     | NL     | Ret   | Ret   | 15    | Ret   | 9      | 5      | 20.º | 15     |
| 1999 |                        |                    | AG I | AG I | MDP   | MDP   | POS   | POS  | OLA   | OLA   | RC     | RC     | BA I   | BA I  | BB    | BB     | TRE | TRE | AG II | AG II | GR     | GR     | RAF    | RAF    | PAR   | PAR   | SJO   | SJO   | BA II  | BA II  | 19.º | 13     |
| 1999 | Bessone Competición    | Ford Escort IV     | 6    | 9    | 20    | 10    | 12    | 12   | Ret   | Ret   | 20     | 10     | 15     | 15    | 13    | 13     | 13  | 11  | 13    | Ret   | 19†    | 12     | Ret    | 15     | 22    | 15    | Ret   | 9     | 10     | 11     | 19.º | 13     |
| 2000 |                        |                    | RC I | TRE  | AG    | SJU I | PAR I | OBE  | BB    | RAF   | BA I   | SJO    | SJU II | RC II | BA II | PAR II |     |     |       |       |        |        |        |        |       |       |       |       |        |        | 12.º | 44     |
| 2000 | Bessone Competición    | Chrysler Neon I    |      | 15   |       |       |       |      |       |       |        |        |        |       |       |        |     |     |       |       |        |        |        |        |       |       |       |       |        |        | 12.º | 44     |
| 2000 | Belloso Competición    | Ford Escort VI     |      |      |       | Ret   | 6     | 4    | 11    | 5     | 3      | 8      | Ret    | Ret   | 7     | 10     |     |     |       |       |        |        |        |        |       |       |       |       |        |        | 12.º | 44     |
| 2001 |                        |                    | RAF  | RC   | BB    | SJU I | PAR   | BA I | OBE   | AG I  | SJO    | SJU II | MDA    | RES   | AG II | BA II  |     |     |       |       |        |        |        |        |       |       |       |       |        |        | 16.º | 27     |
| 2001 | Belloso Competición    | Ford Escort VI     | Ret  |      | 18†   | 3     |       |      |       |       |        | 15     |        |       |       |        |     |     |       |       |        |        |        |        |       |       |       |       |        |        | 16.º | 27     |
| 2001 | Honda Racing Argentina | Honda Civic VI     |      |      |       |       |       |      |       |       |        |        |        |       | 2     |        |     |     |       |       |        |        |        |        |       |       |       |       |        |        | 16.º | 27     |
| 2002 |                        |                    | GR   | RC   | SJU I | BB    | RES   | OBE  | AG    | SAL   | SJU II | PAR    | BA     | SRA   | PIG   | MDP    |     |     |       |       |        |        |        |        |       |       |       |       |        |        | 30.º | 1      |
| 2002 | Belloso Competición    | Ford Escort VI     |      |      | 10†   |       |       |      |       |       |        |        |        |       |       |        |     |     |       |       |        |        |        |        |       |       |       |       |        |        | 30.º | 1      |
| 2004 |                        |                    | GR   | VIE  | SJU   | PAR   | SL    | OBE  | AG    | CON   | RC     | SRA    | BB     | BA    | RAF   | MDP    |     |     |       |       |        |        |        |        |       |       |       |       |        |        | -    | -      |
| 2004 | Berta Motorsport       | Ford Focus I       |      |      |       |       |       |      |       |       |        |        |        | Ret   |       |        |     |     |       |       |        |        |        |        |       |       |       |       |        |        | -    | -      |
| 2005 |                        |                    | BA I | PAR  | VIE   | SJU   | OLA   | AG   | CUR   | OBE   | RAF    | SRA    | CON    | BA II | SL    | GR     |     |     |       |       |        |        |        |        |       |       |       |       |        |        | 19.º | 20     |
| 2005 | RV Competición         | Ford Focus I       | Ret  | 15   | 22    | 11    | 11    | 7    | 11    | Ret   | 7      | 10     | 9      | 8     | 7     | Ret    |     |     |       |       |        |        |        |        |       |       |       |       |        |        | 19.º | 20     |
| 2006 |                        |                    | BA I | OLA  | CR    | VIE   | SFE   | SJU  | SRA   | RES   | CUR    | SMM    | GR     | BA II | OBE   | PAR    |     |     |       |       |        |        |        |        |       |       |       |       |        |        | 8.º  | 79     |
| 2006 | RV Competición         | Ford Focus I       | Ret  | 5    | 6     | 6     | Ex.   | 19   | 3     | 12    | 10     | 4      | 6      | 3     | 9     | 13     |     |     |       |       |        |        |        |        |       |       |       |       |        |        | 8.º  | 79     |
| 2007 |                        |                    | CR   | GR   | BB    | SMM   | SJU   | SP   | AG    | SFE   | SRA    | VIE    | BA     | OBE   | SL    | PDE    |     |     |       |       |        |        |        |        |       |       |       |       |        |        | 26.º | 3      |
| 2007 | RV Competición         | Ford Focus I       | Ret  | 22†  | Ret   | 13    | NL    |      |       |       |        |        |        |       |       |        |     |     |       |       |        |        |        |        |       |       |       |       |        |        | 26.º | 3      |
| 2009 |                        |                    | AG   | GR   | OBE   | SMM   | TRH   | RES  | BA    | CEN   | SFE    | SFE    | SJU    | SJU   | PDF   |        |     |     |       |       |        |        |        |        |       |       |       |       |        |        | -    | -      |
| 2009 | DTA                    | Chevrolet Astra II |      |      |       |       | 16    |      | 9     |       |        |        |        |       | Ret   |        |     |     |       |       |        |        |        |        |       |       |       |       |        |        | -    | -      |

#### Copa TC 2000
| Año  | Equipo              | Auto            | 1    | 2    | 3     | 4     | 5     | 6    | 7     | 8     | 9    | 10     | 11     | 12    | 13    | 14     | 15  | 16  | 17    | 18    | 19     | 20     | 21     | 22     | 23    | 24    | 25    | 26    | 27     | 28     | Res. | Puntos |
| ---- | ------------------- | --------------- | ---- | ---- | ----- | ----- | ----- | ---- | ----- | ----- | ---- | ------ | ------ | ----- | ----- | ------ | --- | --- | ----- | ----- | ------ | ------ | ------ | ------ | ----- | ----- | ----- | ----- | ------ | ------ | ---- | ------ |
| 1998 |                     |                 | AG I | AG I | MDP I | MDP I | RC I  | RC I | SJU I | SJU I | OLA  | OLA    | GR     | GR    | PAR I | PAR I  | BA  | BA  | BB    | BB    | SJU II | SJU II | MDP II | MDP II | RC II | RC II | AG II | AG II | PAR II | PAR II | 3.º  | 275    |
| 1998 | Bessone Competición | Ford Escort IV  | 3    | 4    | 1     | Ret   | 3     | 1    | Ret   | 5†    | 2    | 1      | 5      | 6     | 2     | 1      | 2   | 6†  | 3     | 3     | 6†     | NL     | 2      | NL     | Ret   | Ret   | 5     | Ret   | 2      | 1      | 3.º  | 275    |
| 1999 |                     |                 | AG I | AG I | MDP   | MDP   | POS   | POS  | OLA   | OLA   | RC   | RC     | BA I   | BA I  | BB    | BB     | TRE | TRE | AG II | AG II | GR     | GR     | RAF    | RAF    | PAR   | PAR   | SJO   | SJO   | BA II  | BA II  | 3.º  | 267    |
| 1999 | Bessone Competición | Ford Escort IV  | 1    | 1    | 5     | 1     | 2     | 3    | Ret   | Ret   | 8    | 3      | 6      | 7     | 4     | 3      | 2   | 4   | 3     | Ret   | 8†     | 4      | Ret    | 3      | 8     | 4     | Ret   | 1     | 2      | 2      | 3.º  | 267    |
| 2000 |                     |                 | RC I | TRE  | AG    | SJU I | PAR I | OBE  | BB    | RAF   | BA I | SJO    | SJU II | RC II | BA II | PAR II |     |     |       |       |        |        |        |        |       |       |       |       |        |        | 1.º  | 159    |
| 2000 | Bessone Competición | Chrysler Neon I |      | 3    |       |       |       |      |       |       |      |        |        |       |       |        |     |     |       |       |        |        |        |        |       |       |       |       |        |        | 1.º  | 159    |
| 2000 | Belloso Competición | Ford Escort VI  |      |      |       | Ret   | 3     | 1    | 2     | 1     | 1    | 1      | Ret    | Ret   | 1     | 1      |     |     |       |       |        |        |        |        |       |       |       |       |        |        | 1.º  | 159    |
| 2001 |                     |                 | RAF  | RC   | BB    | SJU I | PAR   | BA I | OBE   | AG I  | SJO  | SJU II | MDA    | RES   | AG II | BA II  |     |     |       |       |        |        |        |        |       |       |       |       |        |        | 11.º | 36     |
| 2001 | Belloso Competición | Ford Escort VI  | Ret  |      | 7†    | 1     |       |      |       |       |      | 3      |        |       |       |        |     |     |       |       |        |        |        |        |       |       |       |       |        |        | 11.º | 36     |

#### Copa Endurance Series
| Año  | Equipo | Auto               | 1   | 2  | 3   | Res. | Puntos |
| ---- | ------ | ------------------ | --- | -- | --- | ---- | ------ |
| 2009 |        |                    | TRH | BA | PDF | 24.º | 2      |
| 2009 | DTA    | Chevrolet Astra II | 16  | 9  | Ret | 24.º | 2      |

### TC 2000
| Año  | Equipo         | Auto           | 1    | 2    | 3   | 4   | 5   | 6   | 7  | 8  | 9  | 10 | 11 | 12   | 13   | 14    | 15  | 16  | 17    | 18    | 19  | 20  | 21  | 22  | Res. | Puntos |
| ---- | -------------- | -------------- | ---- | ---- | --- | --- | --- | --- | -- | -- | -- | -- | -- | ---- | ---- | ----- | --- | --- | ----- | ----- | --- | --- | --- | --- | ---- | ------ |
| 2018 |                |                | AG I | AG I | CDU | CDU | CON | CON | RC | RC | BA | LP | LP | SL I | SL I | AG II | SMM | SMM | SL II | SL II | ROS | ROS | PAR | PAR | -    | -      |
| 2018 | Escudería Fela | Ford Focus III |      |      |     |     |     |     |    |    |    |    |    |      |      | 6     |     |     |       |       |     |     |     |     | -    | -      |

## Palmarés
| Título  | Categoría                        | Automóvil                | Temporada |
| ------- | -------------------------------- | ------------------------ | --------- |
| Campeón | Copa TC 2000 de pilotos privados | Ford Escort Zetec        | 2000      |
| Campeón | Top Race Series                  | Mercedes-Benz CLA-Series | 2015      |